# Nanna Kuckuck
Nanna Kuckuck (* 1967 in Berlin) ist eine deutsche Modedesignerin. Sie entwirft und fertigt unter dem Label Nanna Kuckuck – Haute Couture Damenmode mit Schwerpunkt auf Abend- und Hochzeitskleidern.

## Leben
Nanna Kuckuck ist Tochter der Malerin Michaela Holzheimer und des Bildhauers Henner Kuckuck. Sie hat einen Sohn und lebt in Berlin. Nach dem Abitur absolvierte sie eine Ausbildung zur Schneiderin und studierte anschließend Modedesign am Lette-Verein. Das Studium schloss sie 1988 als staatlich geprüfte Modedesignerin ab.

## Label
Nach dem Studium zog sie nach New York City, wo sie ihre ersten Kollektionen kreierte. Diese wurden in Boutiquen in SoHo und Greenwich Village vertrieben. Nach dem Fall der Berliner Mauer im November 1989 kehrte sie nach Berlin zurück und eröffnete ein Atelier in Berlin-Schöneberg. Anfang der 1990er Jahre konzentrierte sie sich auf elegante und festliche Damenmode und entwarf ihre erste Order-Kollektion mit dem Schwerpunkt auf handgefertigte Plissee Stoffe. Ihre Kollektionen präsentierte sie u. a. auf Messen wie der AVE Modemesse oder der Mailänder Modewoche. Mitte der 1990er Jahre eröffnete Nanna Kuckuck einen Laden in Berlin-Charlottenburg in der Nähe vom Kurfürstendamm. Hier entwickelte sie das Label Nanna Kuckuck – Haute Couture. Seit 2003 entwirft und fertigt Nanna Kuckuck ausschließlich Unikate der Haute Couture, Abendkleider, Galaroben und Hochzeitskleider. Seit 2016 hat sie ihre Künstlerwerkstatt wieder in ein Atelier verlegt.
Die Kreationen von Nanna Kuckuck wurden u. a. bei der Berlin Fashion Week, Festlichen Operngala für die deutsche AIDS-Stiftung, Preisverleihung der Goldenen Nase 2009 im Bode-Museum, White Turf St. Moritz, dem Ball der Wirtschaft VBKI oder dem E-Werk Berlin gezeigt.
Prominente wie Katja Riemann, Ursula Carven, Simone Thomalla, Andrea Sawatzki, Gudrun Landgrebe, Gabriele Prinzessin zu Leiningen, Isa von Hardenberg, Eva Luise Köhler, Nadja Michael, und Friede Springer tragen ihre Kreationen.

## Jurorentätigkeit
Als Modeexpertin war sie bei verschiedenen Veranstaltungen Jurymitglied. So z. B. in der Sendung Geschickt eingefädelt von Guido Maria Kretschmer oder zusammen mit Fiona Bennett, Britta Elm und Dagmar Frederic beim Hutwettbewerb am Ladies Day in Hoppegarten.

## Stil
Nanna Kuckuck arbeitet mit Plissees, Draperie und Saries in opulenten Faltenwürfen. Dafür verwendet sie bestickte Stoffe, Seide, Brokat und Taft.

## Auszeichnungen
- Goldene Nase 2009[8]